# Meimão
Meimão es una freguesia portuguesa del concelho de Penamacor, en el distrito de Castelo Branco, con 33,22 km² de superficie y 280 habitantes (2011). Situada en el extremo septentrional del concelho, lindando con el de Sabugal, ya del distrito de Guarda, su densidad de población es de 10,4 hab/km².